# Date Records
Date Records was een dochter-platenlabel van Columbia Records dat in verscheidene periodes actief was. Het label bestond in 1958 en werd opnieuw opgericht in 1966 door Tom Noonan.

## 1958
In 1958 bracht Columbia  8 rockabilly-achtige singles onder het label uit, waaronder "Lulu Lee" / "Ah, Poor Little Baby" van Billy Crash Craddock, die later op album door het moederlabel Columbia werden uitgebracht.

## 966-1970
Het Date-label werd in februari 1966, onder leding van Tom Noonan, opnieuw in gebruik genomen, nauw verbonden met Columbia, met veel van dezelfde mensen in de leiding van beide labels. Het label werd opgezet om aankoop van masters en het uitbrengen van onafhankelijke productie mogelijk te maken, dat wil zeggen muziek die buiten Columbia's "in-house" opname en productie viel.
In 1966 werd een bescheiden succes geboekt met Gary Walker's "You Don't Love Me".
Meer succes had Date Records met de in december 1966 uitgebrachte single Let's fall in love van Peaches & Herb. Op Date Records bestond het duo uit Herb Fame en Francine "Peaches"" Barker, op tournee en later werd Peaches door anderen vervangen.
Uiteindelijk zouden 11 singles de top 100 bereiken.
Jazz-drummer Bernard Purdie nam zijn debuutalbum Soul Drums op in 1967. De single "Funky Donkey" bereikte een 87e plaats op de Billboard Hot 100.
In 1968 werden de Britse groepen The Love Affair en The Zombies gecontracteerd, die in het Verenigd Koninkrijk en Nederland succesvol waren geweest, maar met de Date Records-opnamen geen succes hadden. Een heruitgave van het Zombies-album Odessey & Oracle bereikte onder de subtitel Time of the Season  een 95e plaats in de Billboard top 100.
In 1970 werd een album opgenomen van The Spencer Davis Group, maar dit album Funky kwam uiteindelijk niet op de markt, omdat het totaal niet leek op eerdere muziek van Steve Winwood.

## 2000
Na de overname van Columbia door Sony Music Entertainment werd het label weer actief, o.a. met een vinyl-uitgave van Soul Drums.

## Overig
In de 80-jaren bestond er ook een Duits label onder de naam Date Records, dat een dochter was van Line Music GmbH.